# Theodor Heidhues

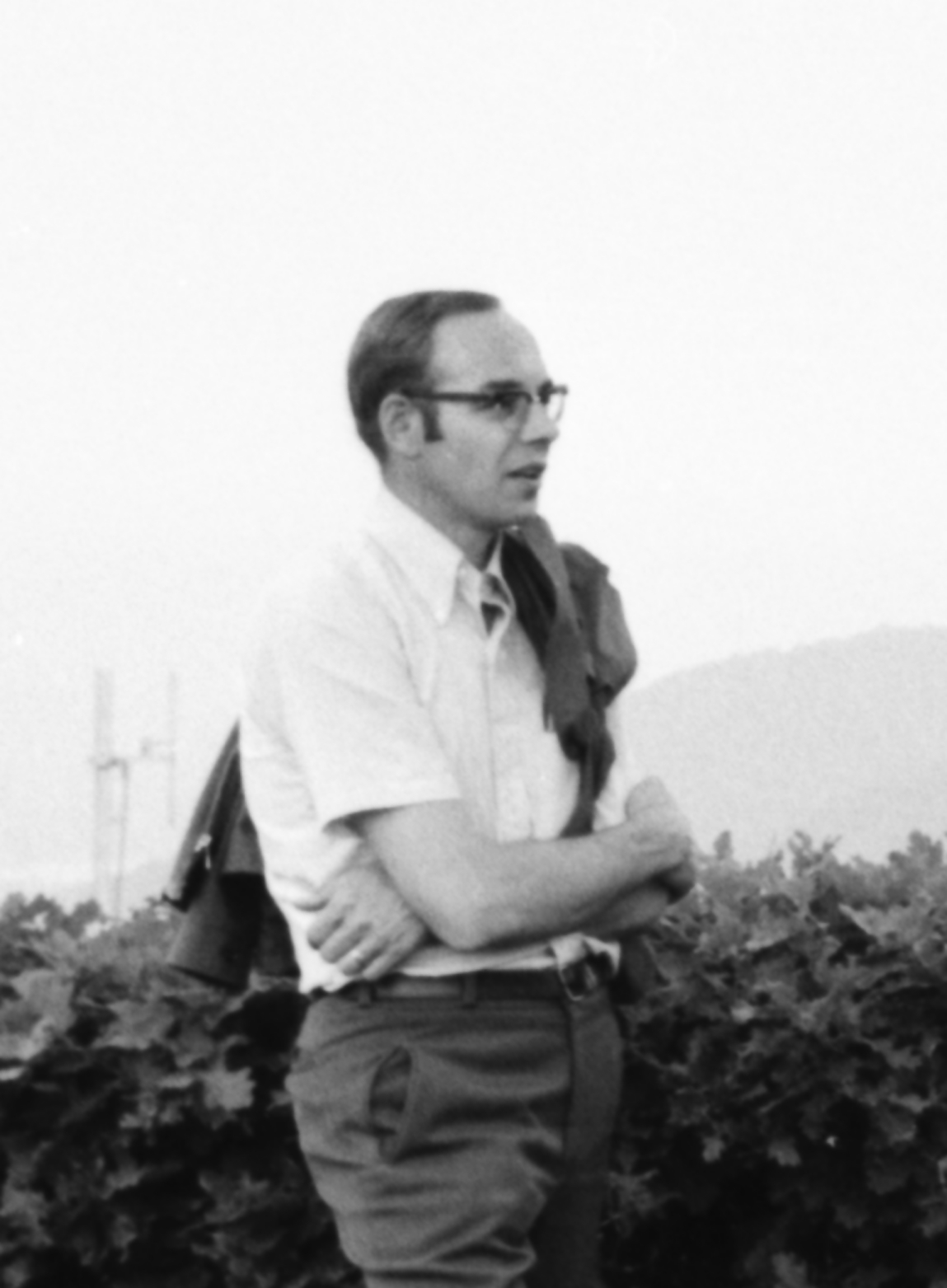
Theodor Heidhues bei einem Ausflug im Siebengebirge

Theodor Heidhues (* 15. August 1933 in Lippborg, Westfalen; † 11. November 1978 in Göttingen, Niedersachsen) war ein deutscher Agrarökonom.
Nach dem Abitur in Beckum studierte Heidhues an der Universität Göttingen Landwirtschaft. Nach Diplomprüfung (1958) und Promotion (Cornell University, 1961 PhD) habilitierte er sich an der Universität Göttingen. Von 1967 an war er dort Professor für Agrarökonomie. Ab 1970 war Heidhues Mitglied des Wissenschaftsrates, von 1972 bis 1976 dessen Vorsitzender. 1975 wurde er Mitglied der Akademie der Wissenschaften zu Göttingen. 1976 wurde ihm das Bundesverdienstkreuz I. Klasse verliehen. Zwei Jahre später starb Theodor Heidhues im Alter von nur 45 Jahren an Krebs. Er hinterließ seine Frau und drei Kinder.

## Wissenschaftliche Leistungen
Nachdem Heidhues zuerst auf dem Gebiet der Tierzucht und hier der methodischen Grundlagen quantitativer Selektionsverfahren gearbeitet hatte, wandte er sich nach Diplom und Promotion auf Anregung des Göttinger Agrarökonomen Emil Woermann der Agrarökonomie zu. Mit seiner Habilitation erwarb er 1965 die venia legendi für dieses Fachgebiet. Er widmete sich sowohl der Weiterentwicklung methodischer Ansätze wie des rekursiven Programmierens und der theoretischen Behandlung und quantitativen Erfassung des Ungleichgewichtsphänomens als konstitutives Element ökonomischer wie wirtschaftspolitischer Anpassungsprozesse als auch wichtigen inhaltlichen Fragestellungen der europäischen Agrarpolitik, der Welternährung und des internationalen Handels. Heidhues arbeitete eng mit einer Reihe von international herausragenden Agrarökonomen zusammen. Mehrere seiner Schüler gelangten auf herausgehobene nationale und internationale Positionen in Wissenschaft, Verwaltung und Agrarpolitik. Seine Arbeit war konsequent darauf ausgerichtet, wissenschaftliche Erkenntnisse als Entscheidungshilfen für politische Entscheidungsträger nutzbar zu machen. Dies führte im Jahr 1966 auch zur Berufung in den Wissenschaftlichen Beirat des Bundesministeriums für Ernährung, Landwirtschaft und Forsten.
Die in den Vereinigten Staaten und in Deutschland gewonnenen Erfahrungen als Hochschullehrer und Forscher haben „Heidhues sehr bald dazu gedrängt, sich den ungelösten Problemen der Organisation von Forschung und Lehre sowie ihren Institutionen in einer gründlich veränderten Umwelt zuzuwenden“.

## Wissenschaftsrat
In der Zeit, in der Heidhues den Vorsitz innehatte, wurden u. a. die Empfehlungen des Wissenschaftsrates zur Organisation, Planung und Förderung der Forschung beschlossen, die jährlichen Empfehlungen zu den Rahmenplänen für den Hochschulbau zu einem wichtigen Instrument der gemeinsamen Ausbauplanung von Bund und Ländern entwickelt sowie die Empfehlungen zu Umfang und Struktur des Tertiären Bereichs vorbereitet.
Die Diskussionen über die Gestaltung des Studienangebots der Hochschulen in der Bundesrepublik Deutschland waren in dieser Zeit maßgeblich gekennzeichnet von der Zunahme der Zahl der Studienberechtigten und der Studienanfänger (die Studienanfängerquote verdreifachte sich annähernd von 1960 bis 1975), der Erweiterung der Studienplatzkapazitäten und der Verlängerung der tatsächlichen Studiendauer. Mit Bezug darauf war Heidhues’ bildungspolitisches Engagement geprägt von folgenden Grundsätzen:
– Offenhaltung der Hochschulen für alle Studienberechtigten,
– dementsprechend die Bereitschaft der Hochschulen zur Breitenausbildung
– bei gleichzeitiger Sicherung der Forschung und der Eliteausbildung sowie
– ein sich auf das veränderte Akademikerangebot einstellender Arbeitsmarkt, vor allem auch im öffentlichen Dienst.
Heidhues „hat während seiner Amtszeit mit allen ihm und dem Wissenschaftsrat zur Verfügung stehenden Mitteln versucht, die deutschen Hochschulen, und hier insbesondere die Universitäten, davon zu überzeugen, dass die quantitative Expansion ihnen eine neue, eine wichtige und lohnende, aber auch eine mit den bisherigen Methoden und in den hergebrachten Bahnen nicht zu bewältigende Aufgabe zugewiesen hat.“ In Kenntnis ausländischer, insbesondere US-amerikanischer Hochschulen, hielt Heidhues einen nachfrageorientierten weiteren Ausbau des Tertiären Bereichs mit einer formalen und einer inhaltlichen Differenzierung der Studiengänge und konsekutiven Abschlüssen für erforderlich. Er setzte sich zudem für eine größere Offenheit deutscher Hochschulen für das Ausland und die Ausländer ein, wobei er auch in dieser Hinsicht auf seine positiven Erfahrungen als Austauschstudent, als Assistenzprofessor und als Gastprofessor in den Vereinigten Staaten hinwies.
Nachdem es Heidhues bei der Vorbereitung der Empfehlungen zu Umfang und Struktur des Tertiären Bereichs nicht gelungen war, die Universitäten und die Politik von der Notwendigkeit einer grundsätzlichen Strukturreform mit interner Differenzierung des Studienangebots und Durchlässigkeit zu überzeugen, entwickelte sich im Wissenschaftsrat ein Streit über die Annahmen zur Entwicklung der Studienberechtigten- und Studienanfängerzahlen bis 1995, der eine Verabschiedung dieser Empfehlungen noch während Heidhues’ Zeit als Vorsitzender verhinderte. Diese Empfehlungen wurden dann in einer Sondersitzung des Wissenschaftsrates im Juni 1976 beschlossen, wenn auch unter Vorbehalt von Seiten eines Landes. Die Annahmen über die Entwicklung der Bildung wurden später von der tatsächlichen Expansion des Sekundarbereichs und des Tertiären Bereichs überholt.
Ganz auf der Linie seiner Vorstellungen über die Differenzierung der Hochschularten und des Studienangebots an den Hochschulen lag sein Plädoyer für den Ausbau der Fachhochschulen.
In die Zeit von Heidhues als Vorsitzender des Wissenschaftsrates fiel die bildungspolitische „Geiselnahme“ des Wissenschaftsrates durch die Bundesregierung und einige Länderregierungen, die mit der Kündigung des Bund-Länder-Abkommens über den Wissenschaftsrat im Dezember 1974 die Beibehaltung des Deutschen Bildungsrates durchsetzen wollten. Heidhues setzte sich „mit Nachdruck“ und erfolgreich für den Bestand des Wissenschaftsrates ein. Er wurde dabei von der Westdeutschen Rektorenkonferenz und aus dem parlamentarischen Bereich unterstützt. Nachdem das Abkommen zunächst um ein Jahr verlängert worden war, konnte zwischen Bund und Ländern eine Einigung über die Weiterführung des Wissenschaftsrates erzielt und das Abkommen in teilweise neu gefasster Form mit Datum vom 27. Mai 1975 für zunächst drei weitere Jahre unterzeichnet werden.

## Bewertung
In den 1970er Jahren war die Zeit noch nicht reif für die Umsetzung von Heidhues’ in die Zukunft greifenden Annahmen und Vorschlägen. Die spätere Entwicklung des Bildungsbereichs gaben ihm in seinen zentralen Überlegungen recht.
Schon in seiner Zeit als Vorsitzender des Wissenschaftsrates „regte er … an, der quantitativen Ausweitung des deutschen Hochschulsystems auch durch gestufte Abschlüsse (Bachelor, Master) Rechnung zu tragen. Hätte ihn nicht eine schwere Krankheit viel zu früh abberufen, hätte er gut zwanzig Jahre später erleben können, wie diese frühe Einsicht sich allmählich ihren Weg bahnt“.
Die Einführung der gestuften Studienstruktur wurde 1999 vereinbart, als sich im so genannten Bologna-Prozess die Mehrzahl der europäischen Länder auf die Einführung der Bachelor-Master-Struktur einigten. Inzwischen gibt es laut Akkreditierungsrat fast 5.000 Bachelor-Studiengänge und mehr als 4.400 Master-Studiengänge an deutschen Hochschulen. Die Fachhochschulen wurden verstärkt ausgebaut und haben eine besondere Dynamik bei der Entwicklung neuer Studienangebote, auch durch international ausgerichtete Studiengänge entwickelt. Mit dem Heisenberg-Programm und später den Graduiertenkollegs, dem Emmy-Noether-Programm und anderen Maßnahmen wurden Programme für die Förderung des wissenschaftlichen Nachwuchses geschaffen. Den Anstieg der Studienberechtigtenzahlen auf mehr als die Hälfte eines Geburtenjahrgangs hatte Heidhues schon im Jahre 1972 als Fernziel bezeichnet; nach den Angaben des Datenportals des Bundesministeriums für Bildung und Forschung (BMBF) beträgt die Quote seit 2011 mehr als 50 %.
Die große Wertschätzung im In- und Ausland für Heidhues fand ihren Ausdruck auf der Gedenkfeier am 16. Februar 1979 an der Universität Göttingen und unter großer internationaler Beteiligung bei dem Theodor Heidhues Memorial Seminar vom 6. bis 8. November 1980 auf Schloss Berlepsch bei Göttingen.

## Fachliche Veröffentlichungen
- Accuracy of the selection index method in samples from populations with unknown parameters. PhD-Dissertation Cornell University 1961
- mit Manfred Köhne, Josef Vasthoff: Chancen und Möglichkeiten für Kleinbetriebe. ca. 1964
- Entwicklungsmöglichkeiten landwirtschaftlicher Betriebe unter verschiedenen Preisannahmen. Eine Studie über die Auswirkungen der Agrarpreispolitik in der EWG auf Organisation, Einkommen und Kapitalbildung landwirtschaftlicher Betriebe in Niedersachsen. Habilitationsschrift Göttingen 1965, Hamburg 1966
- Ziel-Mittel-Systeme in der Agrarpolitik. Zeitschrift für die gesamte Staatswissenschaft, Tübingen 1966, S. 87–108
- A recursive programming model of farm growth in Northern Germany. Madison 1966
- mit Hans-Günther Schlotter: Die Landwirtschaft in der volks- und weltwirtschaftlichen Entwicklung. München 1968
- mit Günther Schmitt: Zur Neuorientierung der Agrarpolitik. Hannover 1969
- Voraussetzungen und Möglichkeiten einer Neuorientierung in der Agrarpolitik. Hannover 1969
- Agricultural policy: the conflict between needs and reality. Göttingen 1970
- Agricultural Policy the conflict between needs and reality; paper prepared for the symposium on „Some Aspects of the Structure of Animal Production in Europe“. org. by the European Association for Animal Production …, Rome, June 9-11, 1970, Göttingen 1970
- Dynamic microeconomic analysis of agricultural change: a general model and application in German agriculture. Madison 1971
- mit Stefan Tangermann: Zur aktuellen Lage der Landwirtschaft: der Einfluß der Geldentwertung sowie der jüngsten währungspolitischen Maßnahmen; Vorlage für eine Diskussion über agrarpolitische Probleme beim Sachverständigenrat zur Begutachtung der gesamtwirtschaftlichen Entwicklung in Wiesbaden am 10. Sept. 1971. Göttingen 1971
- Anpassungsdruck in der Landwirtschaft; ein Prozess ohne Ende? Göttingen 1972
- Das Welternährungsproblem – Produktion und Verteilung, Vortrag während der 107. Versammlung der Gesellschaft Deutscher Naturforscher und Ärzte in München im Oktober 1972. in Bewältigung des Fortschritts, in Gesellschaft Deutscher Naturforscher und Ärzte (Hrsg.), Berlin, Heidelberg 1973, S. 49–61
- Sectoral and regional analysis objectives and methods. Göttingen 1973
- mit Hartwig de Haen: Recursive programming models to simulate agricultural development applications in West Germany. Göttingen 1973
- Weltmärkte für Agrarprodukte. Göttingen 1976
- mit Doris Hollstein: Analyse der Weltmärkte für Getreide. Göttingen 1976
- Einige agrarpolitische Krisenherde bei veränderten gesamt- und weltwirtschaftlichen Rahmenbedingungen: Vortragsveranstaltung des Strothe-Verlags anlässlich der 54. DLG-Ausstellung. München 1976
- Moderne Landwirtschaft: ein unverzichtbarer Teil der Gesellschaft. (Vortrag), Göttingen 1976
- Current problems in North American-European agricultural trade. Göttingen 1976
- Change: A permanent phenomenon in agriculture. European Review of Agricultural Economics, 1976, S. 151–162
- National policy decisions as an adaptive process. European Review of Agricultural Economics, 1976, S. 349–389
- Price and market policy for agriculture. Food Policy, 1976. S. 116–129
- Der Einfluss der gesamtwirtschaftlichen Entwicklung auf die Struktur der Landwirtschaft: Hochschultagung 1977. Göttingen 1977
- World food: interdependence of farm and trade policies. London 1977
- The gains from trade: an applied political analysis. Göttingen 1977
- Common prices and Europe’s farm policy. London 1978
- Nahrungsmangel und -überfluß: Kann die Welt ein stabiles System von Handel und Hilfe errichten? Berlin 1979

## Hochschule und Forschung
- Entwicklungslinien der Agrarökonomischen Forschung und Ausbildung, Vortrag im Rahmen eines Festkolloquiums anlässlich des 70. Geburtstags von Professor Dr. Dr. h. c. E. Woermann am 12. Dezember 1969 in Göttingen. unveröffentlicht
- The Planning of Higher Education at National Level in the Federal Republic of Germany. Vervielfältigtes Manuskript, Paper CCC/ESR (73) 34 des Council of Europe, Straßburg, 30. April 1973
- Wissenschaftliche Verlage: Partner und Förderer der Wissenschaften. In ???, S. 34–41, Berlin 1973
- Qualitative Folgen der quantitativen Expansion für Hochschulzugang, Ausbildung und berufliche Möglichkeiten. Vortrag auf dem Kongress '74 „Bildung – Anspruch unnd Erfüllung“, Kiel, den 7. September 1974, unveröffentlicht
- Stellungnahme des Vorsitzenden des Wissenschaftsrates zur Neuordnung der Beratungsgremien im Bildungsbereich (abgegeben am 18. September 1974 vor einer Arbeitsgruppe der Staatskanzleien der Länder). In: Wissenschaftsrat, Empfehlungen und Stellungnahmen 1974. Köln 1975, S. 181–194
- Reform oder Reglementierung – Antworten auf die Hochschulmisere. Vortrag anlässlich der Tagung „Hochschulreform zwischen Abiturientenboom und Akademikerbedarf“. Akademie Eichholz Oktober 1975 – unveröffentlicht ?
- Die Chancen der Forschung in einem sich wandelnden Hochschulbereich. In: H. Albrecht, G. Schmitt (Hrsg.): Forschung und Ausbildung im Bereich der Wirtschafts- und Sozialwissenschaften des Landbaus. München, Bern, Wien 1975, S. 3–12
- Zwanzig Jahre Wissenschaftsrat – Die verlorene Einheit der Bildungsplanung. In: Süddeutsche Zeitung Nr. 259 vom 10. November 1977, S. 9
- Amerikanische Einflüsse auf Ausbildung, Forschung und Hochschulstruktur in der Bundesrepublik Deutschland. In: Deutsche Forschungsgemeinschaft, Max-Planck-Gesellschaft, Westdeutsche Rektorenkonferenz, Wissenschaftsrat, Vortragsveranstaltung anlässlich der 200-jährigen Wiederkehr der Unabhängigkeit der Vereinigten Staaten von Amerika, Festsaal der Universität Bonn, 8. Juni 1976, ohne Jahr, S. 35 bis 66
- Aufgaben des Wissenschaftsrates im kommenden Jahrzehnt – Diskussionsvorlage für eine Aussprache im Wissenschaftsrat anlässlich seines 20-jährigen Bestehens am 10. November 1977 in Berlin.